# Bupleurum lophocarpum
Bupleurum lophocarpum är en flockblommig växtart som beskrevs av Pierre Edmond Boissier och Benedict Balansa. Bupleurum lophocarpum ingår i släktet harörter, och familjen flockblommiga växter. Inga underarter finns listade i Catalogue of Life.